# Larinia astrigera
Larinia astrigera là một loài nhện trong họ Araneidae.
Loài này thuộc chi Larinia. Larinia astrigera được miêu tả năm 1990 bởi Chang-Min Yin et al..